# Marché du Film
Каннский кинорынок (Marché du Film) — часть программы Каннского фестиваля, посвящённая продаже и покупке дистрибьюторских прав на готовые и планируемые кинофильмы, продюсированию и презентации проектов. Официально зарегистрированный в 1959 году, Marché du Film к 2020 годам ежегодно привлекает свыше 12 тысяч профессионалов киноиндустрии, на нём совершаются многомиллионные сделки, а общий оборот составляет от 600 тысяч до миллиарда долларов США.

## История
С момента основания Каннского кинофестиваля профессионалы из области киноиндустрии стали использовать его как презентационную и переговорную площадку. Уже в 1950-м Робер Ле Бре предложил включить этот неофициальный рынок в программу фестиваля, однако каннский комитет отказался, назвав экономические вопросы не имеющими прямого отношения к его культурной и творческой миссии. Всё десятилетие параллельно с Каннским фестивалем работал le Festival de la rue d’Antibes, иногда важные мероприятия совпадали по времени. Видя успешный рост кинорынка, комитет Каннского кинофестиваля в конце концов согласился включить его в программу. В 1959-м при протекции Андре Мальро и Робера Ле Бре Marché du Film был учреждён официально.
Вплоть до середины 1990-х, однако, большая часть сделок и встреч проходила в отелях и арендованных апартаментах, где останавливались гости фестиваля. Для показов Marché du Film отводились подвальные помещения Дворца фестивалей. В 1994-м, когда Криминальное чтиво Квентина Тарантино собрало в мировом прокате свыше 200 млн долларов США, доселе невиданную прежде сумму для инди-фильма, представители делового сообщества увидели бизнес-перспективу в независимом кино. В 1995 году Marché du Film возглавил Жером Пайар, в прошлом профессиональный гобоист, звукорежиссёр, затем — финансовый директор лейбла Erato Disques. По его инициативе мероприятия кинорынка перевели в павильоны на набережную Круазетт и расширили диапазон представленных фильмов. Пайар также придумал публиковать путеводитель по кинорынку с фотографиями всех участников (в кругу завсегдатаев Marché du Film этот каталог прозвали «библией»). Число участников рынка в 1995-м составило более двух тысяч человек.
В 1998 был запущен вебсайт Cannesmarket.com, B2B-платформа для участников киноиндустрии, который к 2003-му вырос в Cinando. К 2000-му году число участников выросло вдвое, а к 2005-му — превысило 8000 человек.
В 2007-м на рынке был открыт русский павильон, который возглавила Екатерина Мцитуридзе.
В 2012-м более половины показов приходилось на европейские страны, всего на Marché du Film в том году продавалось 4 тысячи фильмов, из них половина были полностью закончены.

## Современность
Современный Marché du Film — это ключевое событие мировой киноиндустрии, мероприятие с многомиллионным бюджетом, участниками которого ежегодно становятся не меньше 12000 человек, 3200 продюсеров, 1200 агентов и 800 организаторов фестивалей. Свыше 400 павильонов под общим названием International Village («Международная деревня») тянутся по набережной Круазетт, некоторые павильоны также распределены по новым локациям на Ривьере. Организация осуществляется на платформе Cinando — она включает в себя крупнейшую базу данных с контактными данными представителей индустрии, списками проектов и расписанием мероприятий. Хотя в целом афишировать суммы не принято и значительное число договорённостей проходит кулуарно, Жером Пайар оценивает общий объём совершенных в ходе кинорынка сделок в диапазоне от 600 миллионов до 1 миллиарда долларов США. Программа рынка включает также отдельные тематические сегменты: например, Frontières, запущенный совместно с кинофестивалем «Фантазия» и ориентированный на немейнстримовое жанровое кино, Cannes XR для иммерсивных картин, Doc Corner для документального кино, NEXT — для инновационных технологий, и т. д.

### 2010-e
В 2013-м на Marché du Film открыли Cross Media Corner, павильон цифровых инноваций, а в 2015 году на его основе была учреждена программа Next, позднее переименованная в Cannes XR — маркетплейс иммерсивных технологий и контента.
В 2016 году на кинорынок зарегистрировались 11900 участников, в процентном соотношении Китай почти догнал США и Францию с Великобританией по числу своих представителей. Всего состоялось 1426 показов 985 полнометражных фильмов, прошли презентации 1050 дополнительных проектов. Одной из крупнейших сделок года стала покупка STX Entertainment фильма «Ирландец» Мартина Скорсезе за 50 млн долларов. Всего на рынке продавалось 3420 фильмов, из них 1600 европейских и 830 американских. Участники отметили тенденцию к росту числа сделок на фильмы, которые находятся на совсем ранних стадиях реализации: преимущественно продаются проекты с готовым сценарием, утверждёнными режиссёром и актёрами и небольшим метражом отснятого материала. Кроме того, практически исчез сегмент рынка, который раньше занимали DVD и платное телевидение.

### 2020-е
В 2020 году кинорынок проходил с 22 по 26 июня. Из-за карантина, введённого в связи с пандемией Covid-19, он состоялся преимущественно в онлайн-формате: так было проведено свыше 150 мероприятий, 250 участников представили свои виртуальные стенды.
В 2021 году кинорынок совместно с Microsoft запустил программу impACT, которая создана для продвижения инклюзивных, этических, репрезентационных и социально-ответственных инициатив. Одной из крупнейших сделок сезона стала покупка STX мировых прав на прокат сиквела «Гренландии» Джерада Батлера за 75 млн долларов США.
В 2022 году Жером Пайар представил преемника на посту руководителя Marché du Film — Гийома Эсмиоля, бывшего главу департамента инноваций в TF1 Group и директора по маркетингу стартапа Wefound. Пайар и Эсмиоль провели кинорынок-2022 в роли со-директоров, после чего Пайар окончательно передал ему руководство. В рамках Marché du Film была выделена отдельная программа Ukraine in Focus, а ключевые инициативы — Goes to Cannes, Cannes Docs Showcase и Producers Network — были посвящены украинским проектам. Официальных делегаций и павильона России на кинорынке 2022-го не было. Наибольшее внимание Marché du Film этого года уделил индийскому кино. Общее число участников в 2022-м составило 12 тысяч, ещё 13 присоединились к мероприятию онлайн, однако в целом наблюдалось снижение относительно доковидных показателей.
В 2023 году новым директором кинорынка стал Гийом Эсмиоль, Жером Пайар сложил с себя полномочия после 27 лет руководства. При новом руководителе оформился и новый девиз всего мероприятия: «сердце киноиндустрии». Пляж у Дворца фестивалей и конгрессов стал плошадкой, посвящённой новым направлениям кино: VR, стримингам, Machine Learning. На первом этаже дворца открылся «клуб продюсеров».
В 2023 году кинорынок прошёл с 16 по 24 мая и привлёк ещё большее число участников, как минимум 13 тысяч человек приехали на него в Канны. Самой крупной из озвученных сделок стала покупка Netflix прав на прокат в Северной Америке драмы Тодда Хейнса «Май, декабрь».